# Boomerang Asia
Boomerang este un canal pan-asiatic de televiziune prin cablu și satelit deținut de Warner Bros. Discovery de la Warner Bros. sub divizia sa internațională. La fel ca versiunea originală din SUA, această localizare a început mai întâi ca un bloc de programare pe Cartoon Network (din 2001 până în 2005), înainte de a deveni propriul canal (în septembrie 2005). În decembrie 2012, canalul a fost oprit și înlocuit cu un feed panasiatic de Toonami. În cele din urmă, canalul a fost relansat la 1 ianuarie 2015 ca parte a efortului de rebranding global 2014-2015 al Boomerang, înlocuind feed-ul panasiatic al Cartoonito. Începând cu 15 decembrie 2020, Boomerang și Nick Jr. sunt disponibile în prezent pe Astro, furnizorul de televiziune prin satelit din Malaysia care înlocuiește Disney Channel, Disney Junior și Disney XD, care a încetat transmiterea la 1 ianuarie 2021.

## Disponibilitate

### Malaysia
În Malaysia, Boomerang transmite prin Astro & Unifi TV plus reclame locale de la furnizorul de servicii.

### Filipine
În Filipine, Boomerang difuzează ca canal și a avut, de asemenea, un bloc pe copiii TV5 care a funcționat în septembrie 2015-octombrie 2017 canalul este în filipineză.

### Thailanda
În Thailanda, Boomerang are un canal localizat în limba thailandeză care începe difuzarea din 14 august 2013. Feed-ul original al Boomerang Asia a fost difuzat în Thailanda înainte ca canalul să se închidă în decembrie 2012. Boomerang Thailanda poate fi vizualizată prin TrueVisions. Boomerang Thailanda este, de asemenea, singurul canal Boomerang din lume care nu și-a schimbat logo-ul și încă folosește rebrandul EMEA din 2012.

### Vietnam
În Vietnam, Boomerang Asia transmite în reclame vietnameze și vietnameze localizate, Boomerang Vietnam are, de asemenea, un canal oficial YouTube, precum feedul thailandez.

### Taiwan
În Taiwan, Boomerang a transmis din noiembrie 2016 și este în mandarină taiwaneză.

### India
În India, Boomerang a putut fi vizionat prin DishTV India, fluxul indian a încetat să mai difuzeze pe 2 martie 2009, împreună cu Turner Classic Movies.

## Boomerang pe TV5 Kids
Într-o după-amiază săptămânală, blocul tematic Boomerang a rulat pe TV5 Kids din septembrie 2015 și septembrie 2017. Programarea sa a venit direct din feedul din Asia de Sud-Est (cu câteva de pe canalul Boomerang din Australia și Noua Zeelandă), precum The Looney Tunes Show, Rat-A-Tat, Inspector Gadget și Mr. Bean: Seria animată. Din octombrie 2017, blocul Boomerang din rețeaua TV5 Filipine a fost abandonat din cauza pregătirii pentru colaborarea cu canalul sportiv din SUA, ESPN; care se află anterior în Filipine din decembrie 2017 (în timpul finalei Cupei Guvernatorului PBA 2016-2017). Se numește „ESPN5” (anterior „Sports5”) până la 8 martie 2020 a fost redenumit One Sports.

## Blocuri de programe trecute

### Boomeraction
Boomeraction a fost un bloc care, după cum sugerează și numele său, a constat din spectacole clasice orientate spre acțiune, cum ar fi Jonny Quest, Birdman și Galaxy Trio, Sealab 2020 și printre altele. Blocul a fost difuzat în timpul săptămânii la ora 17:00.

### Boom! Boom! Boom!
Boom! Boom! Boom! a fost un bloc de week-end de neoprit, fără întreruperi comerciale, oferind favoritele spectacole din toate timpurile.